# Smiljan Franjo Čekada
Smiljan Franjo Čekada (ur. 29 sierpnia 1902 w Donjim Vakufie, zm. 18 stycznia 1976 w Sarajewie) – bośniacki duchowny katolicki, teolog, biskup, a następnie od 1967 roku arcybiskup metropolita wszechbośniacki.

## Życiorys
Urodził się w 1902 roku w Donji Vakuf na terenie Bośni i Hercegowiny. Podobnie jak jego bracia Cedomil i Milivoj po ukończeniu szkoły średniej zdecydował się wstąpić do seminarium duchownego. 5 kwietnia 1925 roku otrzymał święcenia kapłańskie, a następnie przez arcybiskupa Ivana Šaricia został skierowany na studia specjalistyczne do Rzymu na Papieski Uniwersytet Gregoriański, które ukończył w 1928 roku uzyskując stopień naukowy doktora filozofii. Po powrocie do Bośni i Hercegowiny uczył jako katecheta religii w Sarajewie, a także był redaktorem miejscowego tygodnika katolickiego.
6 czerwca 1939 roku papież Pius XII mianował go biskupem pomocniczym archidiecezji wszechbośniackiej, przydzielając mu tytuł biskupa tytularnego Pharbaethus. Miał rezydować w Prizrenie, gdzie powierzono mu opiekę nad miejscową ludnością katolicką mieszkającą w Kosowie. Jego konsekracja biskupia miała miejsce 6 sierpnia tego samego roku w archikatedrze Serca Jezusowego w Sarajewie.
18 sierpnia 1940 roku w trakcie II wojny światowej został mianowany ordynariuszem skopijskim. Obszar jego diecezji w tym czasie znajdował się pod okupacją niemiecką oraz bułgarską. W tym czasie dochodziło do masowej eksterminacji Żydów macedońskich. Starał się temu zapobiec, jednak nieskutecznie. Udało mu się uchronić od wywózki do Auschwitz grupę dzieci, które ukryto na terenie klasztorów.
Po śmierci 30 czerwca 1946 roku biskupa Josipa Stjepana Garicia został mianowany administratorem apostolskim diecezji Banja Luka. Uczestniczył w obradach II soboru watykańskiego.
12 czerwca 1969 papież Paweł VI mianował go koadiutorem arcybiskupa metropolity wszechbośniackiego Ivana Šaricia, przyznając mu tytuł arcybiskupa tytularnego Thibuzabetum oraz zwalniając z funkcji ordynariusza skopijskiego. Rządy metropolitarne w Sarajewie objął po śmierci swojego poprzednika 13 stycznia 1970 roku, odbywając uroczysty ingres do archikatedry.
Smiljan Franjo Čekada zmarł w 1976 roku w wieku 73 lat i został pochowany w grobowcu rodzinnym na miejskim cmentarzu w Sarajewie. Dopiero 28 października 2011 roku jego szczątki zostały uroczyście pochowane u boku jego poprzedników w podziemiach archikatedry sarajewskiej.
8 lutego 2011 roku został pośmiertnie odznaczony odznaczeniem Sprawiedliwy wśród Narodów Świata, nadawanym przez Instytut Pamięci Męczenników i Bohaterów Holocaustu Jad Waszem w Jerozolimie za swoje zasługi dla ratowania ludności żydowskiej podczas II wojny światowej.